# Maude (televisieserie)
Maude was een Amerikaanse sitcom van de zender CBS en liep van 12 september 1972 tot 22 april 1978. De serie was een spin-off van de populaire serie All in the Family.
Beatrice Arthur speelde de rol van Maude Findlay, een liberale vrouw van middelbare leeftijd. Ze was voorstander van abortus, burgerrechten en gelijke rechten voor ras en sekse.

## Rolverdeling
Legenda
 = Hoofdrol
 = Bijrol
 = Gastrol
 = Geen rol
| Beatrice Arthur   | Maude Findlay          | 22 | 24 | 23 | 24 | 24 | 24 | 141 |
| Bill Macy         | Walter Findlay         | 22 | 24 | 23 | 23 | 22 | 23 | 137 |
| Conrad Bain       | Dr. Arthur Harmon      | 14 | 21 | 20 | 20 | 22 | 21 | 118 |
| Rue McClanahan    | Vivian Cavender Harmon | 2  | 16 | 19 | 21 | 23 | 22 | 103 |
| Adrienne Barbeau  | Carol Traynor          | 19 | 21 | 18 | 16 | 13 | 7  | 94  |
| Hermione Baddeley | Mrs. Nell Naugatuck    |    |    | 18 | 17 | 10 |    | 45  |
| Esther Rolle      | Florida Evans          | 14 | 16 |    |    |    |    | 30  |
| J. Pat O'Malley   | Bert Beasley           |    |    | 3  | 4  | 3  |    | 10  |
| Marlene Warfield  | Victoria Butterfield   |    |    |    |    | 1  | 7  | 8   |

## Kijkcijfers
In het begin was de show een echte hit, in de laatste twee seizoenen gingen de kijkcijfers achteruit wat uiteindelijk leidde tot de stopzetting van de serie.
- 1972-73: #4
- 1973-74: #6
- 1974-75: #9
- 1975-76: #4
- 1976-77: #36
- 1977-78: #40